# 보조 의사
미국의 보조 의사(assistant physician. 약칭 A.P.)는 4년제 의과대학 프로그램을 졸업하고, 레지던트를 마친 의사의 감독 하에 제한된 역량으로 진료할 수 있는 자격증을 취득한 의무박사(MD) 또는 정골의무박사(DO)이다. 보조 의사 면허는 현재 미주리, 버지니아, 뉴햄프셔, 유타 및 아칸소에서 발급된다.
면허를 취득하려면 보조의사가 의과대학을 졸업하고 USMLE 1단계 및 USMLE 2단계 임상 지식을 통과해야 한다. 보조 의사의 직업 확대는 소외된 지역에 일차 진료를 제공하는 방향으로 이루어졌다.

## 같이 보기
- 임상 실습(clinical clerkship)
- 의사 보조사(physician assistant)